# Carex cumulata
Carex cumulata är en halvgräsart som först beskrevs av Liberty Hyde Bailey, och fick sitt nu gällande namn av Kenneth Kent Mackenzie. Carex cumulata ingår i släktet starrar, och familjen halvgräs. Inga underarter finns listade i Catalogue of Life.